# فيروزة (حمص)
فيروزة قرية في ناحية قرى مركز حمص التابعة لمنطقة حمص في محافظة حمص. تبعد عن المدينة ما يقارب 5 كم. أصبحت تعد ضاحية جنوب شرق حمص. يقارب عدد سكان هذه القرية 10 آلاف نسمة.
مساحة أراضيها الزراعية تعتبر كبيرة نسبة لغيرها من القرى المجاورة فتبلغ قرابة 45 ألف دونم معظمها شجرية بسبب قلة المياه.
يأتي اسم فيروزة كما هو متعارف عليه بين أهلها من الفيروز وذلك لكثرة الخضرة في بساتينها مثل العنب واللوز والزيتون.

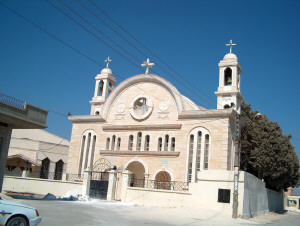
St. Elias Syriac Orthodox

## فيروزة القديمة
كانت فيروزة قرية زراعية مارس أهلها زراعة الحبوب والكروم وكانوا يستخدمون آلات زراعية بدائية ويربون المواشي من أغنام وأبقار وماعز ودجاج فيستفيدون من خيراتها ويحققون اكتفاء ذاتيا
كان أهالي البلدة يشربون من آبار عربية على عمق ثمانية عشر مترا ومن أشهرها جب حمزة وجب جعبر ولولا وجود هذه الآبار لما وجدت حياة في فيروزة وقد حافظ الفيروزيون على جب حمزة المتمترس في وسط القرية فأشادوا له نصبا تذكاريا ليبقى ذكراه امتنانا في عقول الأجيال الحالية والأجيال القادمة
أما الآن فقد وصلت إلى القرية تمديدات لمياه الشرب عبر الأنابيب من مدينة حمص
أهم ما تميز به أهالي فيروزة هو حبهم لبعضهم وانسجامهم الاجتماعي المطلق وكأنهم عائلة واحدة يتعاونون ويتشاورون وفي حقيقة الأمر كلهم أعمام وأخوال وأنساب ولا يوجد فيه فرد واحد لا تربطه علاقات قربى مع أكثر الأهالي
وتميز الفيروزيون القدامى باللباس التقليدي الموحد عند الرجال وكذلك عند النساء ومثله عند الأطفال حتى أن طراز البناء متشابه عند الجميع وكانت تصنع البيوت آنذاك من الطين وتسقف المنازل بالخشب والقصب والطين
وكانت الدار الواحدة تجمع عدة أسر كبيرة يجمعهم الحب وتشد فيما بينهم روابط القربة
معظم العائلات القديمة المعروفة في فيروزة هي
الحصري الحلو الياس بلاط توما جعبه جلحوم جودي حبرون حصرون حمد حنون حوراني حوشان خليل دانيال دبوس دخيل درغلي ذياب ذيب ربز رحال سعده شحادة شهلا صايغ صدر طراد طعيسان طلي طويل عبد الحي عبد العزيز عبد النور عساف عسكر عصفور عطية غانم غرير فرحات فريج فزع فضيل فليح قصاص مباركه ميدع محو مخول مشمل مشهور مليح نادر نصيص نعيم نكود نوفل هبهب هوارة وانيس ويونان
في أواخر 1940، كان عدد سكان القرية حوالي ألفين شخص.
وقد لوحظت هجرات بأعداد كبيرة من القرى المجاورة إلى فيروزة خلال السنين العشرة الماضية .

## فيروزة الحديثة
يبلغ عدد سكان فيروزة المقيمين حوالي سبعة آلاف نسمة ويعمل أغلبهم في الزراعة ويمتهن بعضهم التجارة والمهن الحرة وقد اشتهرت فيروزة ببعض الحرف التي شهرت اسمها في المنطقة خاصة تجبير الكسور التي برع فيها آل ميدع
ويمتهن بعض أبناؤها التجارة نظراً لقربها من حمص
أما مساحة أراضيها فتقارب أربعين ألف دونم تشغل الأشجار المثمرة رببعها وأهمها العنب كما وتشغل المشاريع الزراعية المروية ربعها الثاني إضافة لزراعة البطاطا والملفوف وغيرها
أما النصف الثاني من أراضيها فهو لزراعة الحبوب من قمح وشعير وغيرها من الزراعات البعلية
وفي مطلع القرن العشرين قصد جميع أطفال المدارس الابتدائية الخاصة وبعدها أكملوا الدراسة المتوسطة حيث شُيّدت أول مدرسة متوسطة عام التاسعة والأربعين في منطقة حمص وكان يقصدها طلاب من جميع القرى المجاورة
تخرج الكثير من هؤلاء الطلاب من تلك المدرسة وأكملوا دراساتهم العليا في حمص ودمشق والخارج
وتفتخر القرية بأن يكون لديها العديد من الأطباء والمهندسين والمحامين والمعلمين والمهنيين
إثر الحرب العالمية الأولى حدثت موجات من الهجرة إلى أميركا الجنوبية والولايات المتحدة
وفي منتصف القرن العشرين وما بعد بدأت موجات الهجرة تتلاحق إلى الولايات المتحدة خصيصا حيث شكّل الفيروزيون هناك مجتمعا فيروزيا مميزاً تجمعهم الغربة ويوحدهم حب الوطن ويهيمن في قلوبهم الشوق والحنين للعودة لزيارة الوطن الأم فعادوا للقرية وأشادوا بيوت حديثة يقضون فيها أيام الصيف في ربوع قريتهم فيروزة.
هناك مجموعة كبيرة من الجالية الفيروزية تعيش في مدينة لوس أنجلس في ولاية كاليفورنيا وجاليات صغيرة تعيش في ديترويت في ولاية ميشغن وميامي في ولاية فلوريدا وضواحيها.

## وصلات خارجية
http://www.fayrozah-sy.net نسخة محفوظة 14 يوليو 2008 على موقع واي باك مشين.
[http://www.fayezzakkour.com
[http://www.dorgalli.com